# Інконгруентна поведінка
Інконгруентна поведінка (або неконгруентна поведінка, від лат. incongruentia - незгідність, невластивість, дволичність, антагонізм, невідповідність, розбіжність) — дивергентна, протирічна поведінка особи. В психології - невідповідність мимовільних рухів тіла — міміки і жестикуляції тексту або словам, які промовляються людиною. Якщо людина посилає мовні сигнали тіла, що не відповідають його усним заявам, це називається іконгруентністю тіла або поведінки.

## Психологічне тлумачення поняття
Розробка концепції інконгруентної поведінки належить американському психологу Карлу Роджерсу в рамкаї його теорії самоактуалізації ("Я-концепція"). За Роджерсом кожна людина у своєму житті постійно стикається з новим досвідом, який іноді може дуже сильно відхилятися або відрізнятися від вже існуючої Я-концепції. Роджерс вважав, що людина завжди намагається утримувати цю розбіжність якомога меншою. При цьому якість самооцінки (позитивна чи негативна) відповідає за те, як з цим впорається само-переживання. Вони будуть прийняті або ігноруються.
Особа тоді вважається конгруентною, якщо її поведінка і досвід в цілому відповідають вже існуючій "Я-концепції" (в такому разі мова йде про існуючу "конгруентність"). Якщо це не так, то говорять про інконгруентність, тобто несумісність. 

## Приклади
Аналізуючи на замовлення німецького часопису «Bild» промову Путіна «До нації» перед Законодавчими зборам Росії від 4 грудня 2014, німецька психолог Моніка Матчніг (Monika Matschnig) дійшла висновку, що хоча Путін вміє добре володіти своєю поведінкою на людях, мова його тіла все ж видає неузгодженість його ставлення до власних слів.
Коли Путін піднімав брови під час свого щорічного «великого шоу в Кремлі», він хотів звернути увагу на той чи інший момент у тексті. А от коли він піднімав тільки одну брову, він сам показував свій сумнів в ним же сказаному. Таким чином, підкреслює Матчінг, Путін «сам не довіряв деяким своїм висловлюванням». Ще одним зрадницьким жестом Путіна стало рух рукою в бік, коли він говорив про те, що «російським чиновникам слід працювати більш прозоро». Таким чином, цим жестом він начебто відмітав або стирав до цього власне сказане.
«Це - інконгруентна (суперечлива, неспівпадаюча) поведінка, тобто він просто не вірить в ефективність перевірок, проведених в чиновницькому апараті», - констатувала психолог Матчінг.

## Виноски
1. ↑  Verräterische Mimik und Gesten: Glaubt Wladimir Putin wirklich alles selbst, was er in seiner „Rede an die Nation“ gesagt hat? [Архівовано 17 лютого 2015 у Wayback Machine.](нім.) - «Bild», 4.12.2014